# Wilamowice Nyskie
Wilamowice Nyskie est une localité polonaise de la gmina de Głuchołazy, située dans le powiat de Nysa en voïvodie d'Opole.